# Martelli (cognome)
Martelli è un cognome di lingua italiana.

## Varianti
Martel, Martell, Martella, Martellacci, Martellaccio, Martellani, Martellato, Martellina, Martellini, Martellino, Martello, Martelloni, Martellotta, Martellotti, Martellotto, Martellucci, Martiello.

## Origine e diffusione
Cognome tipicamente centro-settentrionale, compare prevalentemente in Emilia-Romagna e Toscana.
Potrebbe derivare dal martello e da mestieri ad esso correlati.
Le varianti Martellato e Martellini sono tipiche del Triveneto; Martello è meridionale; Martiello è campano.

## Persone
- Danilo Martelli, calciatore italiano (Castellucchio, n.1923 - Superga, † 1949)
- Gastone Martelli, calciatore italiano (Bentivoglio, n.1908)
- Giuseppe Martelli, calciatore italiano (Molinella, n.1901)